# Tomoderus napolovi
Tomoderus napolovi is een keversoort uit de familie snoerhalskevers (Anthicidae). De wetenschappelijke naam van de soort is voor het eerst geldig gepubliceerd in 1997 door Telnov.